# Géo De Vlamynck
 (juin 2022).
Si vous disposez d'ouvrages ou d'articles de référence ou si vous connaissez des sites web de qualité traitant du thème abordé ici, merci de compléter l'article en donnant les références utiles à sa vérifiabilité et en les liant à la section « Notes et références ».
 (juin 2022).
 (janvier 2022).
 (janvier 2022).
La mise en forme du texte ne suit pas les recommandations de Wikipédia : il faut le « wikifier ».
Les points d'amélioration suivants sont les cas les plus fréquents. Le détail des points à revoir est peut-être précisé sur la page de discussion.
- Les titres sont pré-formatés par le logiciel. Ils ne sont ni en capitales, ni en gras.
- Le texte ne doit pas être écrit en capitales (les noms de famille non plus), ni en gras, ni en italique, ni en « petit »…
- Le gras n'est utilisé que pour surligner le titre de l'article dans l'introduction, une seule fois.
- L'italique est rarement utilisé : mots en langue étrangère, titres d'œuvres, noms de bateaux, etc.
- Les citations ne sont pas en italique mais en corps de texte normal. Elles sont entourées par des guillemets français : « et ».
- Les listes à puces sont à éviter, des paragraphes rédigés étant largement préférés. Les tableaux sont à réserver à la présentation de données structurées (résultats, etc.).
- Les appels de note de bas de page (petits chiffres en exposant, introduits par l'outil «  Source ») sont à placer entre la fin de phrase et le point final[comme ça].
- Les liens internes (vers d'autres articles de Wikipédia) sont à choisir avec parcimonie. Créez des liens vers des articles approfondissant le sujet. Les termes génériques sans rapport avec le sujet sont à éviter, ainsi que les répétitions de liens vers un même terme.
- Les liens externes sont à placer uniquement dans une section « Liens externes », à la fin de l'article. Ces liens sont à choisir avec parcimonie suivant les règles définies. Si un lien sert de source à l'article, son insertion dans le texte est à faire par les notes de bas de page.
- La présentation des références doit suivre les conventions bibliographiques. Il est recommandé d'utiliser les modèles {{Ouvrage}}, {{Chapitre}}, {{Article}}, {{Lien web}} et/ou {{Bibliographie}}. Le mode d'édition visuel peut mettre en forme automatiquement les références.
- Insérer une infobox (cadre d'informations à droite) n'est pas obligatoire pour parachever la mise en page.

Pour une aide détaillée, merci de consulter Aide:Wikification.
Si vous pensez que ces points ont été résolus, vous pouvez retirer ce bandeau et améliorer la mise en forme d'un autre article.
 (juin 2022).
Pour les articles homonymes, voir Vlamynck.

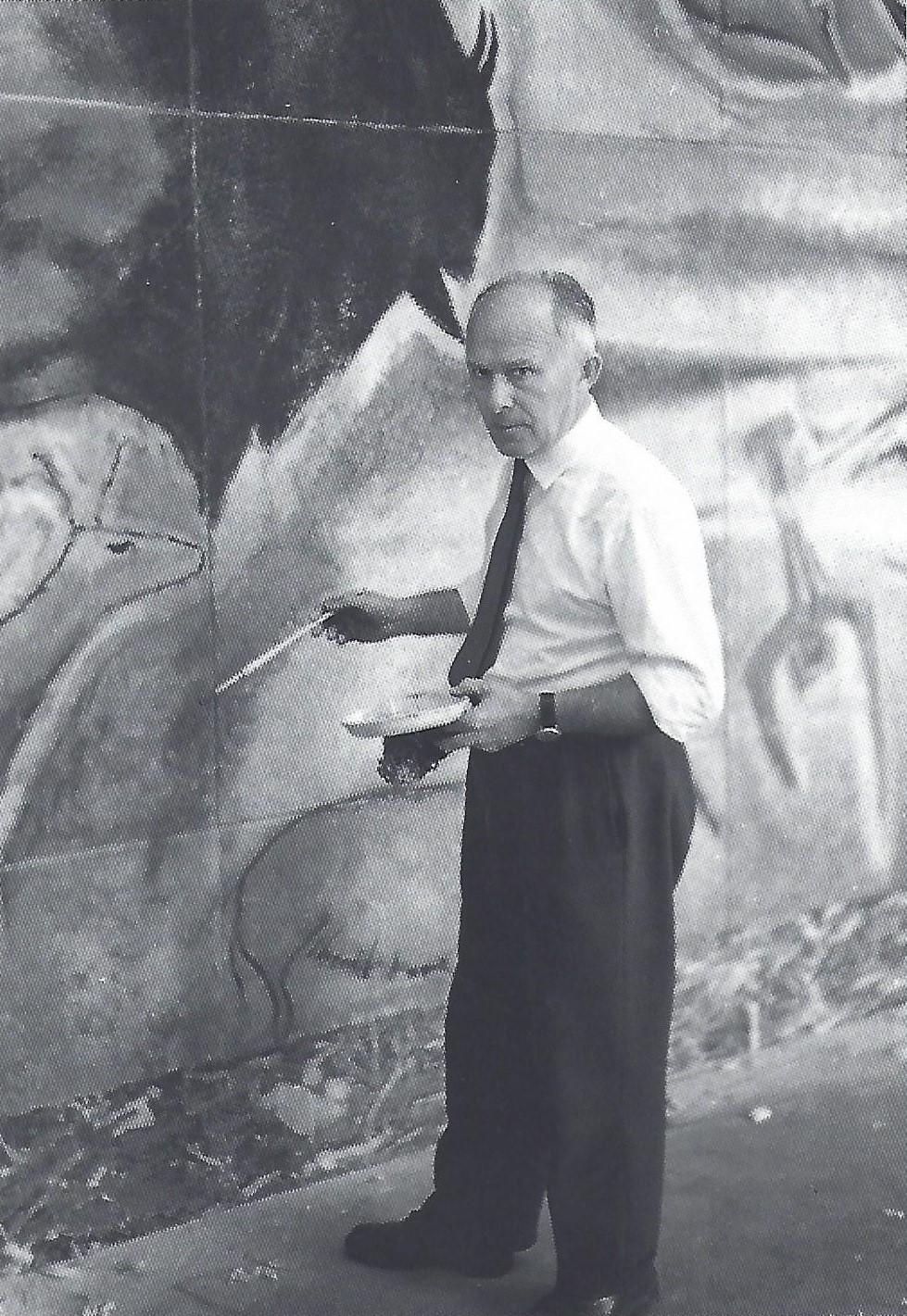
Géo De Vlamynck travaillant à la peinture murale section préhistoire, au Musées Royaux d'Art et d'Histoire à Bruxelles en 1956.

Géo De Vlamynck, né en 1897 à Bruges et mort en 1980 à Koekelberg (Bruxelles), est un peintre, fresquiste, cartonnier de vitraux, ensemblier-décorateur et enseignant.
Il eut pour élèves Nicolas de Staël, Maurice Wyckaert et Roger Somville.

## Biographie
Géo (Georges) De Vlamynck naît à Bruges en 1897 dans une famille d'artisans et d'artistes. Son grand-oncle, Pierre De Vlamynckest un peintre dessinateur, lithographe et graveur. Son père et son grand-père exercent la profession d’ébéniste tandis que son oncle, Gustave De Vlamynck est un architecte.
En 1909, Georges De Vlamynck suit les cours de l’Académie des Beaux-Arts de Bruges où il est remarqué par Flori Van Acker (1858-1940), peintre et directeur de l’Académie.
Pendant la Première Guerre mondiale, il se réfugie en Angleterre et il suit les cours de dessin à la « Slade School of Fine Art » de Londres. Il obtient un premier prix avec distinction en dessin et perspective.
En 1919, il s’inscrit à l’Académie des Beaux-Arts de Bruxelles  où il assiste aux cours de peinture décorative et de composition donnés par Constant Montald (1862-1944), Herman Richir et Jean Delville.
En 1921, il remporte le premier prix de composition monumentale pour « le Repentir après la Faute ».
En 1922, il gagne le premier prix avec la plus grande distinction pour « le Renouveau des siècles ».
En 1923, il effectue un voyage en Italie où il étudie les fresques et les mosaïques.
En 1924, il reçoit le prix Roger Langbeen et se marie avec Lucie Janin, artiste-peintre.
En 1926, il  s'installe dans la maison-atelier de la rue de la Constitution à Schaerbeek où il travaillera jusqu’en 1954.
En 1927, il poursuit sa formation à l'Institut d'Architecture et des Arts Décoratifs de la Cambre  fondé par Henry Van de Velde. il suit les ateliers de peinture décorative et monumentale supervisés par Gustave Van de Woestijne et au cours de théâtre d’Herman Teirlinck (dramaturge belge) pour qui il crée plusieurs décors et affiches de spectacle.
En 1929, il obtient le diplôme de la Cambre en Peinture avec mention « distinction ».
Il réalise une première fresque dans le hall d’entrée de l'abbaye de la Cambre : « Fondation de l’abbaye de La Cambre par les moines de Villers ».
Il est également chargé de l’aménagement et des peintures ornementales de plusieurs intérieurs privés dont celui du « Schloss Hotel » à Karlovy Vary en ex-Tchécoslovaquie.
Il dessine également une série de timbres représentant l’abbaye d'Orval.
Au cours des années 1930, il intervient sur diverses projets de l'architecte belge Henri Vaes et participera à plusieurs expositions universelles.
En 1930, il prend part à l'exposition universelle de Liège et d’Anvers.
En 1933, il réalise des vitraux pour le pavillon de l’art religieux à l’exposition universelle de Chicago et exécute une fresque et des vitraux pour l’abbaye de Cordemoy ainsi que des vitraux pour le Carmel de Jambes et pour l’église Saint-Symphorien.
En 1935, il participe à l’exposition universelle de Bruxelles. Il y réalise plusieurs fresques monumentales pour le pavillon du verre d’Art avec son élève Nicolas De Staël, le pavillon de l’Agriculture, du Gaz et pour la Chapelle « Maris Stella ».
En 1937, il conçoit des vitraux pour le pavillon du Congo Belge à Paris.
Dans les années 1930, Il crée également uns société d’ensemblier-décorateur et réalisera des meubles de style art-déco aux lignes sobres.
En parallèle à sa carrière d’artiste, il enseigne à l’Académie de Saint-Gilles, à l’école Bischoffsheim (section décoration) ainsi qu’à l’Académie royale des beaux-arts de Bruxelles en composition monumentale.
De 1940 à 1945, les circonstances d’austérité mettent temporairement fin à sa production d'œuvres monumentales. Il cherche une technique dérivée du procédé de la fresque en travaillant sur papier mouillé avec des cartouches qu’il composait à base de pigments.
Durant la guerre, Géo De Vlamynck s’engage dans la résistance.
De 1950 à 1965, il remporte plusieurs concours pour l’ornementation de bâtiments publics et reprendra l’exécution de grands ensembles de décoration monumentale.
En 1953, il réalise la mosaïque monumentale Les Naïades (15 m x 2,70 m) au bassin de natation du Neptunium à Schaerbeek.
En 1956, il réalise la peinture murale pour la section « Préhistoire » du musée Royal d’Art et Histoire.
En 1957, il exécute une mosaïque de terre cuite à l’athénée Royal de Welkenraedt, ainsi que des peintures murales pour la piscine de Salzinnes à Namur, qui furent détruites en 1992.
En 1962, il réalise un vitrail pour la Chapelle de la vierge et la basilique du Sacré-Cœur de Koekelberg.
En parallèle de sa carrière de muraliste et de professeur, il peint et dessine des œuvres de plus petits formats.
Il s’éteint à Koekelberg en 1980.

## Œuvres

Les rythmes. Peinture sur toile de Géo De Vlamynck en 1924.
Le penseur. Peinture sur panneau de 1925.
Nu-craie sur papier de Géo De Vlamynck en 1948.
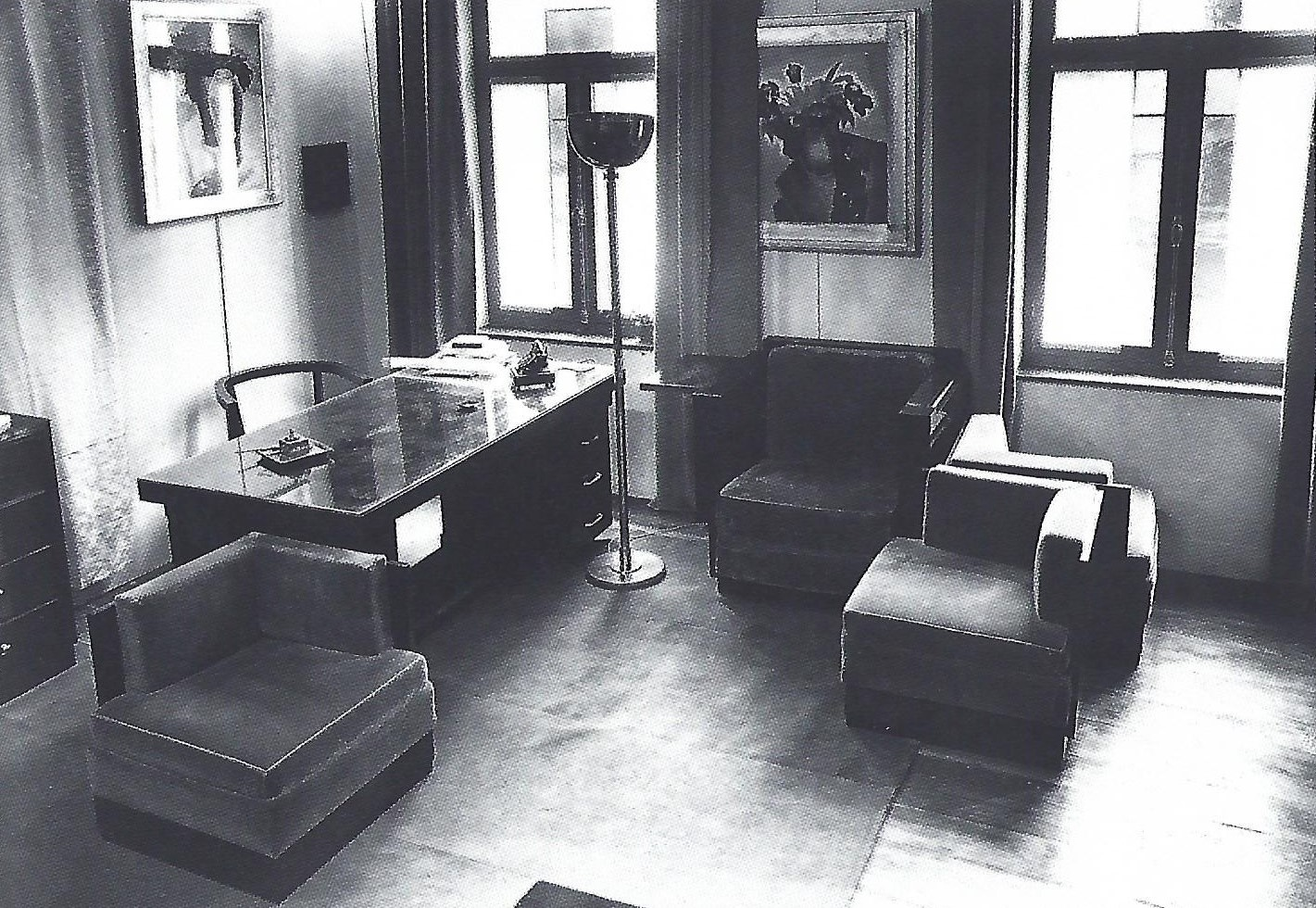
Bureau et fauteuils conçus par Géo De Vlamynck.
Nu. Craie sur papier. Géo De Vlamynck.
Peinture à l'huile sur panneau de Géo De Vlamynck.
Détail de la mosaïque dessinée par Géo De Vlamynck pour la piscine de Schaerbeek.
Mosaïque de la piscine de Schaerbeek - 1953 Géo De Vlamynck.